# Represálie

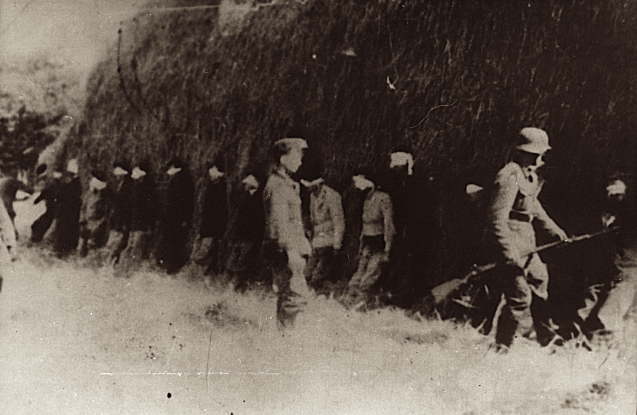
Šestnáct mladých partyzánů čeká na popravu německými vojáky v obci Smederevska Palanka, Srbsko (rok 1941).

Represálie (lat.) je odvetné opatření, které má násilný charakter vůči cizímu státu a které, na rozdíl od retorze, obvykle porušuje mezinárodní právo. Ve vnitrostátním pojetí jde o násilí vůči vlastnímu civilnímu obyvatelstvu.

## Mezinárodní právo
V mezinárodním právu vyjadřuje donucovací prostředky užité proti státu, který sám jedná protiprávně. Dříve se uplatňovaly represálie soukromé, kdy stát zmocnil svého občana, aby zabavoval majetek občanů cizích států, v současné době vykonávají represálie samy státy. Ozbrojené represálie jsou zakázány Chartou OSN a válečným právem.
Aby šlo o represálie mezinárodním právem dovolené, tak musí být prováděny v dobré víře, má jim předcházet výzva k ukončení protiprávního chování nebo k náhradě škody, jejich rozsah má být přiměřený (proti nepřiměřeným represáliím se připouští odvetné kontrarepresálie) a mají být ukončeny okamžitě po dosažení jejich cíle. Mají také být neozbrojené (nejčastěji mají podobu ekonomických opatření jako je embargo nebo bojkot) a mají se uplatňovat v zásadě až jako poslední možnost, kdy jiné prostředky donucení selhaly.

## Vnitrostátní represálie
Vnitrostátně dochází k útisku či perzekuci skupiny občanů. Represálie se používají proti politické opozici či proti vzbouřencům atd. (politické represálie), nebo proti potlačení práv konkrétní části obyvatelstva (např. etnicky, rasisticky zaměřené represálie).[zdroj⁠?!]